# Cameron Archer
Cameron Desmond Archer (Walsall, 9 december 2001) is een Engels voetballer die doorgaans speelt als spits. In de zomer van 2024 verruilde hij Aston Villa voor Southampton. 

## Clubcarrière

### Aston Villa
Archer speelde in de jeugdopleiding van Aston Villa. Hij maakte op 27 augustus 2019 in de EFL Cup tegen Crewe Alexandra zijn debuut in het profvoetbal. Het was zijn enige wedstrijd dat seizoen voor het eerste. In het seizoen 2020/21 werd hij verhuurd aan Solihull Moors, dat uitkwam in de National League, de vijfde competitie van Engeland. Daar scoorde hij vier goals in 27 wedstrijden. Terug bij Villa maakte hij op 24 augustus 2021 in de EFL Cup tegen Barrow een hattrick. Een maand later scoorde hij ook in de volgende ronde tegen Chelsea, hoewel Villa na strafschoppen verloor. Drie dagen later maakte hij tegen Manchester United zijn debuut in de Premier League. Hij speelde vijf wedstrijden in het eerste en werd daarna in de winter opnieuw verhuurd, ditmaal aan Preston North End. Hier scoorde hij zeven goals in twintig wedstrijden. 
In het seizoen 2022/23 werd hij opnieuw, na een halfjaar met weinig speeltijd, voor een halfjaar verhuurd. Ditmaal was Middlesbrough de bestemming. Hier scoorde hij elf keer in twintig Championship-wedstrijden, maar verloor hij met de club de halve finale van de play-offs om promotie naar de Premier League van Coventry City. In de zomer van 2023 vertrok Archer bij Aston Villa, waarvoor hij sinds zijn debuut in totaal veertien wedstrijden voor speelde en vier keer scoorde.

### Sheffield United
Op 27 augustus nam Sheffield United Archer voor vier seizoenen over van Aston Villa, voor een bedrag van 21,55 miljoen. Villa had wel een terugkoopclausule bedongen. Op 30 augustus debuteerde Archer in de EFL Cup tegen Lincoln City. Vier dagen later scoorde hij bij zijn Premier League-debuut voor Sheffield tegen Everton zijn eerste doelpunt voor de club. Met vier goals in 29 wedstrijden kon hij niet voorkomen dat Sheffield laatste eindigde in de Premier League dat seizoen en daarmee degradeerde naar de Championship. Na de degradatie in mei 2024 bevestigde Villa-trainer Unai Emery dat het Archer zou terughalen bij het openen van de markt. Dat gebeurde op 11 juli voor een bedrag van 16,65 miljoen. Nog geen maand later vertrok hij opnieuw bij Aston Villa.

### Southampton
Op 16 augustus 2024 tekende Archer voor vier seizoenen bij promovendus Southampton, dat 17,6 miljoen euro neerlegde voor de diensten van de spits. Een dag later maakte hij tegen Newcastle United zijn debuut voor zijn nieuwe werkgever. Op 28 augustus scoorde hij in de EFL Cup tegen Cardiff City zijn eerste twee doelpunten voor de club.

## Clubstatistieken
| Seizoen | Club                | Competitie      | Competitie | Competitie | Beker | Beker | Overig | Overig | Totaal | Totaal |
| Seizoen | Club                | Competitie      | Wed.       | Dlp.       | Wed.  | Dlp.  | Wed.   | Dlp.   | Wed.   | Dlp.   |
| ------- | ------------------- | --------------- | ---------- | ---------- | ----- | ----- | ------ | ------ | ------ | ------ |
| 2019/20 | Aston Villa         | Premier League  | 0          | 0          | 1     | 0     | —      | —      | 1      | 0      |
| 2020/21 | → Solihull Moors    | National League | 26         | 4          | 1     | 0     | —      | —      | 27     | 4      |
| 2021/22 | Aston Villa         | Premier League  | 3          | 0          | 2     | 4     | —      | —      | 5      | 4      |
| 2021/22 | → Preston North End | Championship    | 20         | 7          | 0     | 0     | —      | —      | 20     | 7      |
| 2022/23 | Aston Villa         | Premier League  | 6          | 0          | 1     | 0     | —      | —      | 7      | 0      |
| 2022/23 | → Middlesbrough     | Championship    | 20         | 11         | 1     | 0     | 2      | 0      | 23     | 11     |
| 2023/24 | Aston Villa         | Premier League  | 1          | 0          | 0     | 0     | —      | —      | 1      | 0      |
| 2023/24 | Sheffield United    | Premier League  | 29         | 4          | 3     | 0     | —      | —      | 32     | 4      |
| 2024/25 | Southampton         | Premier League  | 35         | 2          | 5     | 3     | —      | —      | 40     | 5      |
| 2025/26 | Southampton         | Championship    | 2          | 0          | 1     | 0     | —      | —      | 3      | 0      |
| Totaal  | Totaal              | Totaal          | 193        | 31         | 27    | 5     | 0      | 0      | 219    | 36     |

Bijgewerkt op 8 januari 2025.

## Interlandcarrière
Archer speelde interlands voor de jeugdelftallen van Engeland onder 20 en onder 21.
1 McCarthy ·
2 Walker-Peters ·
3 Manning ·
4 Downes ·
5 Stephens ·
6 Harwood-Bellis ·
7 Aribo ·
8 Smallbone ·
9 Armstrong ·
10 Lallana ·
11 Stewart ·
12 Edwards ·
13 Lumley ·
14 Bree ·
15 Wood ·
16 Sugawara ·
17 Brereton Díaz ·
18 Fernandes ·
19 Archer ·
20 Sulemana ·
21 Taylor ·
22 Alcaraz ·
23 Edozie ·
24 Charles ·
26 Ugochukwu ·
27 Amo-Ameyaw ·
28 Larios ·
31 Bazunu ·
32 Onuachu ·
33 Dibling ·
35 Bednarek ·
37 Bella-Kotchap ·
Coach: Martin